# Von Mäusen und Menschen
Von Mäusen und Menschen (englisch Of Mice and Men) ist ein Roman des US-amerikanischen Schriftstellers John Steinbeck. Das Buch erschien 1937 und wurde erstmals 1940 von Elisabeth Rotten ins Deutsche übersetzt. Es beschreibt die Geschichte zweier Wanderarbeiter, die von einem besseren Leben träumen und gilt als ein typisches Werk des American Dream.
Steinbeck wollte den Roman zunächst Something That Happened nennen. Mit dem Titel Of Mice and Men zitierte er das Gedicht To a Mouse des schottischen Dichters Robert Burns, das die Beziehung eines Bauern zu den Mäusen auf seinem Acker beschreibt.
Der Autor war selbst in den frühen 1920er Jahren für rund zwei Jahre Wanderarbeiter in Kalifornien, nachdem er die Universität Stanford ohne Abschluss verlassen hatte. Die Figur Lennie hat ein reales Vorbild: Auf einer Farm sah Steinbeck, wie einer seiner Kollegen, ein bärenstarker Mann, einen Vorarbeiter erschlug.

## Inhalt
Steinbeck konzipierte den Roman von vornherein auch als Schauspiel und Drehbuch, so dass die Dialoge direkt übernommen werden und die Erzählpassagen dazwischen als Regieanweisung gelten konnten. Die sechs Kapitel haben wie Szenen einen fest umrissenen Ort: Am Fluss, zweimal in der Mannschaftsunterkunft, im Verschlag von Stallknecht Crooks, im Stall, am Fluss.

### Kapitel 1
George und Lennie schlagen sich als Wanderarbeiter gemeinsam durchs Leben und träumen von einer besseren Zukunft. Die Arbeit ist hart. Sie ziehen von Farm zu Farm, von Ernte zu Ernte. Den großgewachsenen und bärenstarken, aber geistig zurückgebliebenen Lennie verbindet eine kameradschaftliche Freundschaft mit dem gewandten und klugen George, der Lennie ständig betreut. Doch ganz ungetrübt ist diese nicht: Als Lennie das Kleid eines Mädchens streichelt und dies fälschlicherweise als sexuelle Belästigung aufgefasst wird, verlieren beide den Job. George schärft Lennie auf dem Weg zum nächsten Gelegenheitsjob ein, sich im Hintergrund zu halten. Am Lagerfeuer erzählt er Lennie, wie mühsam er es findet, sich ständig um ihn kümmern zu müssen. Doch als Lennie anbietet, allein weiterzuziehen, nimmt George alles zurück: Er möchte lieber mit Lennie zusammenbleiben. Er merkt, dass Wanderarbeiter wie er und Lennie zu den einsamsten Menschen zählen, ohne Familie, ohne Heim, die ihr Erspartes gleich wieder auf den Kopf hauen. Doch mit Lennie möchte er seinen Verdienst eines Tages in ein Stückchen Land, mit Haus, Kühen, Schweinen, Hühnern und Kaninchen anlegen.

### Kapitel 2
In den Schlafunterkünften der Farm treffen George und Lennie auf den Farmarbeiter und Reinemacher Candy, der ihnen erzählt, wie es auf der Farm zugeht. Die beiden sollten sich insbesondere vor Curley, dem Sohn des Farmbesitzers, in Acht nehmen. Der lege sich gern mit anderen Männern an. Er habe erst vor kurzem geheiratet, doch seine junge Frau verdrehe gerne den Männern den Kopf. Als Curley wenig später auftritt, zeigt er sich sogleich von seiner rauflustigen Seite. George und Lennie fühlen sich unwohl und wollen die Farm so bald wie möglich wieder verlassen, aber nicht, ohne zuvor ein paar Dollar verdient zu haben. Curleys Frau zeigt sich kurz in der Unterkunft, angeblich um nach ihrem Mann zu schauen, und Lennie ist fasziniert von ihr. George ist diese Frau schon seit dem ersten Augenblick ein Dorn im Auge.

### Kapitel 3
George kommt am Abend in der Schlafbaracke mit dem Vorarbeiter Slim ins Gespräch, einem umsichtigen, erfahrenen und großgewachsenen Mann, dessen Wort unter den Arbeitern zählt. Er ist erstaunt darüber, wie sich das ungleiche Paar George und Lennie zusammen durchs Leben schlägt. Unter den Wanderarbeitern sei das die Ausnahme. Jeder denke doch nur an sich. George erzählt Slim, wie es dazu kam: dass er Lennie zunächst auch nicht ernst genommen, sich aber nach vielen gemeinsamen Erfahrungen doch an ihn gewöhnt habe, denn er sei wie ein Kind, das er nicht mehr missen wolle. Slim schenkt Lennie einen Hundewelpen, um den dieser sich rührend kümmert.
Immer mehr Männer kommen in die Baracke, auch der alte Candy mit seinem Hund und der Arbeiter Carlson, der den Gestank des alten, gebrechlichen Hundes nicht ertragen kann und diesen erschießen will. Candy aber hängt an seinem Hund, den er, seit er ein kleiner Welpe war, großgezogen hat. Doch lässt er sich schließlich schweren Herzens von Carlson überreden, dem Tier den Gnadenschuss geben zu lassen. Slim bietet auch ihm als Ersatz einen kleinen Welpen an.
Später lässt sich Lennie von George wieder einmal von ihrem gemeinsamen Traum erzählen, vom eigenen Haus, dem Land, den Tieren. George hat eine genaue Vorstellung und weiß auch schon, wo Land und Haus zu kaufen sind. Candy, der ebenfalls zugehört hat, schaltet sich ein und möchte mit bei ihnen einsteigen und sein Erspartes in die Waagschale werfen. George und Lennie sind zunächst irritiert, doch mit Candys Geld wären sie ihrem Traum einen entscheidenden Schritt näher. Candy, der seine rechte Hand bei der Farmarbeit verloren hat, schlägt vor, sich später im Haushalt und im Garten von George und Lennie nützlich machen zu wollen.
Plötzlich kommt der eifersüchtige Curley mit anderen Männern in den Raum, fängt Streit mit Lennie an und schlägt ihn. Lennie reagiert lange nicht, erst nachdem Curley ihm sein Gesicht blutig geschlagen hat, wehrt er sich auf Georges Kommando hin doch und bricht dem Sohn des Farmers unbewusst die Hand. Nun fürchten alle um ihren Verdienst und den damit verbundenen Traum. Doch der schlaue Slim kann Curley davon überzeugen, dass es besser sei, seinem Vater nicht den wahren Tathergang zu erzählen.

### Kapitel 4
Im Verschlag des schwarzen Stallknechts Crooks kommt Lennie, als er nach seinem Hundewelpen sucht, mit diesem ins Gespräch. Die meisten anderen sind zum Trinken in die Stadt gegangen. Lennie erzählt Crooks von seinem Traum vom eigenen Land mit den Kaninchen, die er so gern streicheln möchte. Crooks meint skeptisch, alle Wanderarbeiter, die er kenne, hätten diese Träume und keiner habe sie je verwirklicht. Doch auch Crooks, behindert durch eine Wirbelsäulenverletzung, hat seine Träume: Er sehnt sich nach Gesellschaft. Als einziger Schwarzer auf der Farm lebt er isoliert, kann sich keinem anvertrauen, mit niemandem reden. Als er Crooks und dem hinzugekommenen Candy anbietet, auf ihrer Traumfarm mitzumachen, kommt Curleys Frau. Sie mischt sich in das Gespräch der Männer ein und meint, sie habe Besseres verdient, als einsam im Farmhaus zu hocken und auf Curley zu warten. Sie sieht, dass Lennie ins Gesicht geschlagen wurde, und kann ihm das Geständnis entlocken, dass er Curley die Hand verletzt habe. Sie meint, das geschehe ihrem Aufschneider von Ehemann recht. Als Crooks sie schließlich aus seinem Verschlag drängen will, demütigt sie ihn wegen seiner Hautfarbe und seiner geringen Stellung in der Farmhierarchie.

### Kapitel 5
Lennie streichelt sein totes Hündchen: Er hat es zu stark liebkost und dem Tier dabei unkontrolliert einen Schlag verpasst. Nun versucht er es im Stall zu verstecken, denn George darf davon nichts wissen. Wenn er erführe, dass Lennie wieder „so schlimme Sachen getan“ hat, werde er ihn nicht die Kaninchen pflegen und streicheln lassen. In dem Moment betritt Curleys Frau den Stall. Obwohl Lennie abwehrend reagiert und zurückweicht, lässt sie nicht locker und erzählt ihm von ihrem Leben und ihren Träumen. Sie lässt Lennie, der so gern Weiches berührt, mit den Fingern durch ihr Haar streichen. Als es ihr jedoch zu viel wird und Lennie nicht aufhört, will sie sich losreißen. Lennie hält ihr den Mund zu, damit sie nicht schreien kann. Dabei bricht er ihr versehentlich das Genick. Von Panik ergriffen, flieht Lennie in ein zuvor mit George verabredetes Versteck außerhalb der Farm. Als die heimkehrenden Männer den Totschlag kurz darauf entdecken, stürmen sie mit Curley an der Spitze Lennie nach, um ihn zu lynchen. George und Slim wissen, dass sie Curley kaum aufhalten können.

### Kapitel 6
Lennie sitzt allein am Ufer des Flusses Salinas. Er fürchtet, wieder alles falsch gemacht zu haben, und fragt sich, ob George ihn nun endgültig für immer wegschicken wird. Als dieser auftaucht und auch die Verfolger schon von Ferne zu hören sind, lässt sich George von Lennie überreden, ihm noch einmal von ihrer beider Träume zu erzählen, vom Land und dem Haus und vor allem von den Kaninchen. George tut ihm den Gefallen und weist Lennie an, dabei über den Fluss zu schauen und sich dort ihr imaginäres Haus vorzustellen. Dann richtet er Carlsons Luger, die er ihm zuvor entwendet hat, auf Lennies Hinterkopf und erschießt seinen Freund – rechtzeitig bevor die lynchwütige Meute sie erreicht.

## Die Hauptfiguren
- Lennie Small ist ein geistig zurückgebliebener Arbeiter mit nahezu unbändiger Kraft. Er wird von George angeführt, ohne den er nicht in der Lage wäre, sein Leben zu meistern. Er ist von dem Drang erfüllt, alles Weiche und Schöne anzufassen, was ihn wiederholt in schwierige Situationen bringt. Er möchte auf einer gemeinsamen Farm mit George Kaninchen züchten, um diese versorgen und streicheln zu können.
- George Milton ist Lennies Freund und gibt sich intelligent und zynisch, aber auch um Lennie besorgt, den er immer wieder aus unangenehmen Situationen herausmanövrieren muss. Zusammen mit Lennie träumt er von einer Farm, auf der sie zusammen wohnen wollen.
- Curley heißt der Sohn des Chefs. Curley boxt im Leichtgewicht und ist dort recht erfolgreich. Er provoziert alle Leute, um sich mit ihnen prügeln und zeigen zu können, dass er ein harter Kerl ist. Als er dasselbe mit Lennie versucht, bricht dieser ihm die Hand.
- Curleys Frau ist die einzige Frau auf der Farm. Sie wollte ursprünglich Filmstar werden und ist mit ihrer Lage unzufrieden. Da sie die Arbeiter anflirtet, wird sie von diesen als Flittchen betrachtet. Sie ist der einzige wichtige Charakter des Buches, dessen Name nicht erwähnt wird, ein Mangel, der ihre unpersönliche Rolle unterstreicht und den Kontrast zu Lennie betont, mit dessen Gefühlen sie gewissenlos spielt und so zu dessen tragischem Ende beiträgt.
- Candy hat eine Hand verloren und ist ein alter Farmarbeiter. Er ist aufgrund dessen nicht mehr wirklich integriert. Candy möchte sich George und Lennies Traum von einer eigenen Farm anschließen, dort die Hausarbeit verrichten und ist bereit, dafür seine 350 Dollar Ersparnisse zu investieren.
- Slim ist ein charismatischer Vorarbeiter und ein schlauer Kopf, der alle Situationen richtig einschätzt und dementsprechend handelt. Er genießt daher das größte Ansehen unter den Arbeitern.
- Carlson bildet das Gegenstück zu Slim. Er ist unsensibel, rücksichtslos und respektlos, beispielsweise als er Candys alten Hund erschießt, ohne auf Candys Gefühle Rücksicht zu nehmen. Er ist nicht beliebt, aber wegen seiner Stärke respektiert.
- Crooks ist ein gebildeter, buckliger und schwarzhäutiger Stallbursche, mit dem niemand Kontakt haben möchte. Er dreht diese Tatsache aber um und behauptet, keiner sei es wert, mit ihm Kontakt zu haben. Er besitzt eine Kopie des California Civil Code von 1905.
- Der Chef wird der unpersönliche Arbeitgeber auf der Farm genannt, der nur kurz auftritt.

## Deutschsprachige Übertragungen
Die erste deutsche Übersetzung, besorgt von Elisabeth Rotten, erschien 1940 im Humanitas Verlag, Zürich. Eine zweite deutsche Übertragung fertigte dann Georg Hofer, die 1955 der Diana Verlag, Stuttgart und Konstanz, herausbrachte. Eine weitere Übertragung stammt von Otto Kyburg. Sie erschien erstmals 1969 bei der Deutschen Buch-Gemeinschaft, Berlin, Darmstadt und Wien. Alle diese drei Übersetzungen wurden in den folgenden Jahren regelmäßig wieder veröffentlicht, die von Otto Kyburg 1986 auch in der DDR. Im Jahr 2002 legte Mirjam Pressler dann eine Neuübersetzung vor, veröffentlicht beim Deutschen Taschenbuch Verlag (dtv), München.

## Verfilmungen, Hörspiele, Hommage und Parodien
- 1939: Von Mäusen und Menschen (Of Mice and Men) – Regie: Lewis Milestone; mit Burgess Meredith, Lon Chaney jun. und Betty Field
- 1948: Von Mäusen und Menschen – Regie: Gert Westphal; mit Eberhard von Gagern und Justus Ott; Hörspiel von Radio Bremen vom 12. November 1948
- 1956: Von Mäusen und Menschen – Regie: Gert Westphal; mit Hans Christian Blech, Walter Richter und Hans Helmut Dickow; Hörspiel vom Südwestfunk (Erstsendung: 10. April 1956)
- 1968: Von Mäusen und Menschen – Regie: Rolf Hädrich; deutsche Fernsehverfilmung mit Wolfgang Reichmann, Hans Clarin, Peer Schmidt und Hellmut Lange
- 1968: Of Mice and Men – US-amerikanische Fernsehverfilmung mit George Segal, Nicol Williamson, Will Geer, Moses Gunn und Joey Heatherton, Regie Ted Kotcheff[4]
- 1981: Of Mice and Men – US-amerikanische Fernsehverfilmung mit Randy Quaid, Robert Blake, Lew Ayres, Mitch Ryan, Ted Neeley, Cassie Yates und Pat Hingle, Regie Reza Badiyi[5]
- 1992: Von Mäusen und Menschen (Of Mice and Men) – mit Gary Sinise (auch Regie) als George und John Malkovich als Lennie
- 2007: schrieb Stephen King unter dem Pseudonym Richard Bachman mit dem Buch Qual eine Hommage an Steinbecks Roman.

Umgehend nach der ersten Verfilmung 1939 erschienen auch schon die ersten Parodien. Tex Avery erschuf an George und Lennie angelehnte Charaktere für den Cartoon Of Fox and Hounds (1940). Noch deutlicher fiel die parodistische Absicht in Averys kurzlebiger Cartoon-Reihe um George und Junior aus, die 1946 mit Henpecked Hoboes begann.
2016 wurde Steinbecks Roman in der Serie Family Guy parodiert. In der Folge Literaturstunde (Staffel 15, Folge 7; orig. Titel: High School English) werden außerdem noch zwei andere Bücher parodiert, die ebenfalls als typische Schullektüre im Englischunterricht gelten: Der Große Gatsby und Huckleberry Finn.

## Zensur
Das Buch war in den USA sehr oft von der Zensur bedroht. Insbesondere versuchte man, seine Verwendung als Schulbuch zu verhindern. Als Gründe dafür galten die vulgäre Sprache, die Darstellung von Gewalt und Sexualität, Kritik am Kapitalismus und die Beschimpfung von Afroamerikanern, Frauen und Behinderten. In Irland wurde es 1953 zensiert.